# Olga Sawicka (aktorka)
Olga Sawicka (ur. 1 października 1961 w Warszawie) – polska aktorka teatralna, filmowa oraz reżyserka dubbingu, doktor habilitowana sztuk teatralnych, profesor uczelni w Akademii Teatralnej im. Aleksandra Zelwerowicza w Warszawie.

## Życiorys
Ukończyła XXXVII Liceum im. Jarosława Dąbrowskiego w Warszawie. Jest absolwentką PWST w Warszawie (1985). W 2007 r. uzyskała stopień doktora sztuki w dziedzinie sztuk teatralnych, zaś 2012 r. habilitację w tej samej dziedzinie. 
W 2012 wraz z Daną Łukasińską wydała powieść dla młodzieży ORO, nagrodzoną w 2012 nagrodą polskiej sekcji International Board on Books for Young People (IBBY).
Była żoną aktora Zbigniewa Zapasiewicza od 1991 do jego śmierci w 2009 roku.

## Role aktorskie

### Aktorka teatralna
- Teatru Studio w Warszawie (1984/85)
- Teatru Dramatycznego w Warszawie (1985–1990)
- Teatru Polskiego w Warszawie (1990–1993)
- Teatru Współczesnego w Warszawie (1993–2000)
- Teatru Powszechnego w Warszawie (2000–2015)[2]

### Występy gościnne w teatrach impresaryjnych
- Stara ProchOFFnia w Warszawie
- Teatr Scena Prezentacje w Warszawie
- Teatr Za Daleki w Warszawie
- Teatr STU w Krakowie
- Teatr Scena na Piętrze w Poznaniu

### Role spektaklowe Teatru TV
- Czajka jako Masza
- Horsztyński jako Salomea (spektakle przygotowywane pod kier. m.in. Izabelli Cywińskiej, Jana Englerta, Zbigniewa Zapasiewicza, Jerzego Markuszewskiego)
- Podróż do Moskwy jako Wanda Wasilewska

### Role filmowe
- 1984: Miłość z listy przebojów jako Beata
- 1985: …jestem przeciw jako Anka
- 1989: Po upadku. Sceny z życia nomenklatury jako Maria
- 1997: Ostatni krąg jako Jadwiga Ziemińska
- 1999: Moja Angelika jako Joanna
- 2005: Persona non grata jako panienka

### Role gościnne
- 2001: Miodowe lata jako urzędniczka
- 2001: Marszałek Piłsudski jako Zofia „Zula” Piłsudska-Kadenacowa, siostra Józefa
- 2003: Na dobre i na złe jako Dorota Wojdyło, siostra Haliny
- 2006: Magda M. jako Maria Dzianicka, klientka Waligóry

### Reżyseria dubbingu
- 1973: Robin Hood
- 1998–2000: I pies, i wydra
- 1999–2010: Ed, Edd i Eddy
- 1999–2000: Sabrina
- 2000: Babcię przejechały renifery
- 2001: Harry Potter i Kamień Filozoficzny
- 2001: Wakacje. Żegnaj szkoło
- 2001–2005: Mroczne przygody Billy’ego i Mandy
- 2002: Epoka lodowcowa
- 2004: Garfield
- 2005: Roboty

### Dubbing
- 1987: Leśna rodzina
- 2002: Epoka lodowcowa – Jennifer
- 2021: Co w duszy gra – Libba